# قل قله سیو

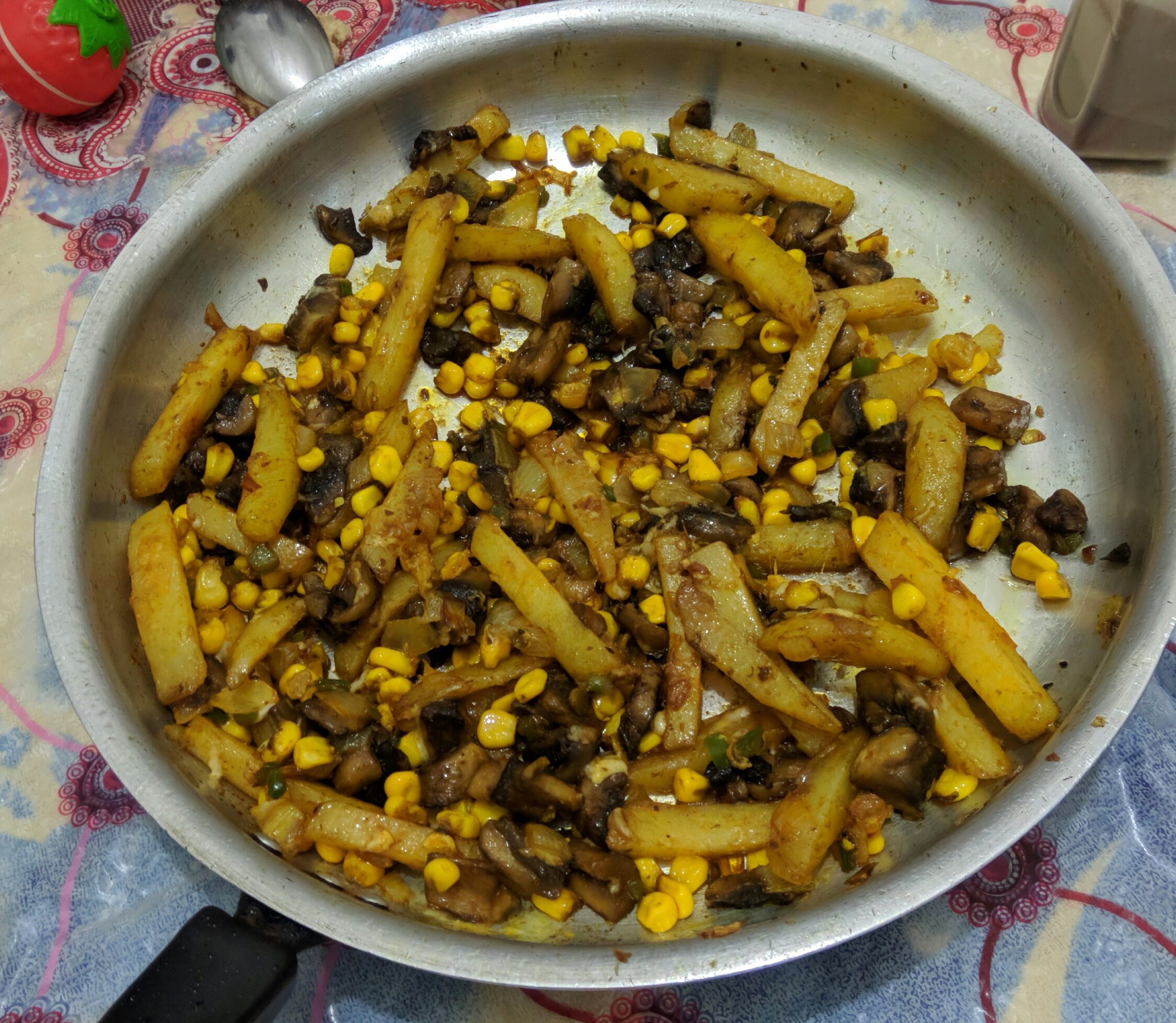

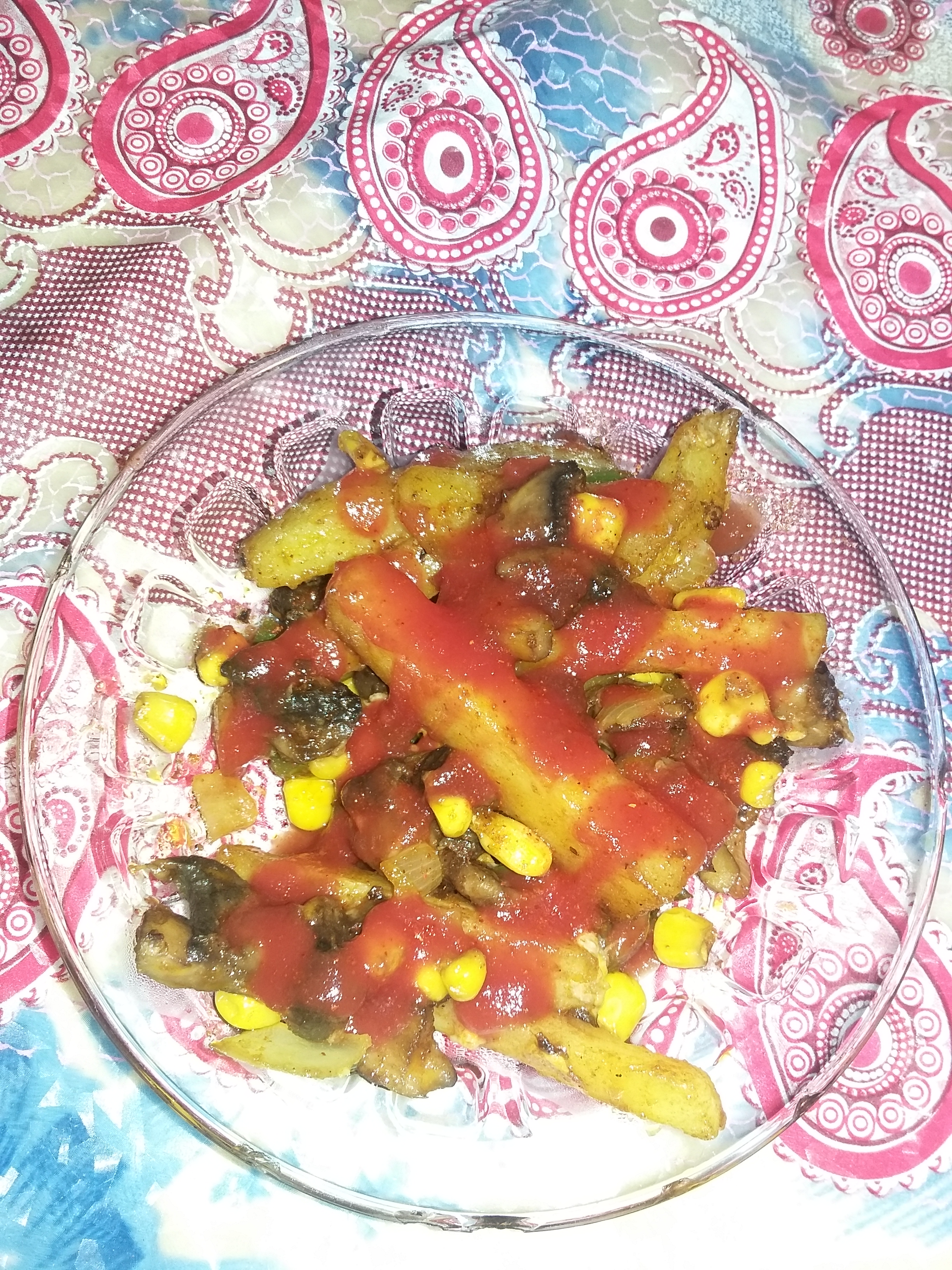
شیوه سرو به همراه سس و نان

قَل‌قَلِه سِو یا قَل‌قَل سیو (به فارسی: سیب تکه‌تکه شده)، نوعی فست فود است که توسط مردم بختیاری اصفهان پخته می‌شود که با تِکِه‌تِکِه (به لری بختیاری: قَل‌قَل، قَل قَل اشاره به قَلم قَلم کردن دارد و به معنای خرد خرد یا تکه تکه کردن است ) کردن سیب‌زمینی سرخ‌شده همراه با قارچ یا گوشت گوسفند گویند.

## مواد مورد نیاز
مواد مورد نیاز برای دو نفر
۱. سیب‌زمینی (۲ عدد بزرگ)
۲. قارچ سفید نگینی یا گوشت گوسفندی (به میزان دلخواه)
۳. پیاز سفید (۱عدد متوسط)
۴. فلفل دلمه‌ای (۱ عدد کوچک)
۵. دانه بلال (به میزان دلخواه)
۶. رب گوجه‌فرنگی (یک قاشق غذاخوری)
۷. زردچوبه، نمک، فلفل سیاه، فلفل قرمز و روغن سرخ‌کردنی (به میزان دلخواه)

## طرز پخت سُس
ابتدا پیازها را خرد و ریز کرده و در تابه با روغن تفت داده تا نرم شوند. سپس فلفل‌های دلمه‌ای ریز ریز شده را به همراه نیم قاشق مرباخوری زردچوبه افزوده و هم می‌زنیم تا پیازها طلایی رنگ شوند. سپس پیازها و فلفل‌ها را خارج کرده و یک قاشق غذاخوری رب گوجه‌فرنگی را با روغن در حرارت بیشتر تفت می‌دهیم. این کار برای از بین بردن خامی رب و طعم‌دار شدن رب انجام می‌گیرد. پیش از اینکه رب به رنگ سیاه در بیاید، یک لیوان آب گرم روی آن می‌ریزیم و مخلوط پیاز و فلفل دلمه‌ای به همراه نمک و فلفل قرمز را به آن می‌افزاییم و پس از اینکه سس به غلظت رسید، سس را گرم نگاه می‌داریم.

## طرز پخت و سِرو
سیب‌زمینی‌ها و قارچ‌ها را به صورت تکه‌های کوچک در می‌آوریم. سپس سیب‌زمینی‌ها را چندین بار با آب سرد آب‌کشی کرده تا مایع لزج از آن خارج شود. این کار برای استفاده کمتر از روغن سرخ‌کردنی و نچسبیدن به تابه انجام می‌شود. سپس سیب‌زمینی‌های تکه‌تکه شده را به مدت ۵ دقیقه در پیاله‌ای می‌جوشانیم تا نسبتاً نرم شوند. آنگاه سیب‌زمینی‌ها را با روغن سرخ‌کردنی سرخ کرده به صورتی که ترد و برشته شوند و سپس دانه‌های بلال و قارچ‌های خرد شده را به مخلوط افزوده و همراه پودر فلفل سیاه سرخ می‌کنیم. سس آماده شده را روی مخلوط ریخته و منتظر می‌مانیم تا سس جذب مخلوط شود. برای سرو این خوراک پودر فلفل قرمز را روی آن زده و با انواع نان بدون گوجه فرنگی و خیارشور سرو می‌کنیم. دقت شود اگر به جای قارچ از گوشت استفاده کردید، گوشت را ابتدا تکه‌تکه کوچک کرده و در زودپز به همراه پیاز خرد شده و ادویه بپزید، سپس در روغن سرخ کرده و به مخلوط بیفزایید.